# Bajandaj
Bajandaj (in russo Баяндай?) è un villaggio della Russia, situato nell'Oblast' di Irkutsk; è il centro amministrativo del distretto Bajandaevskij.
Si trova 130 km a nord-est di Irkutsk.